# Czernichów (gromada w powiecie żywieckim)
Czernichów (do 30 XII 1961 Tresna) – dawna gromada, czyli najmniejsza jednostka podziału terytorialnego Polskiej Rzeczypospolitej Ludowej w latach 1954–1972.
Gromady, z gromadzkimi radami narodowymi (GRN) jako organami władzy najniższego stopnia na wsi, funkcjonowały od reformy reorganizującej administrację wiejską przeprowadzonej jesienią 1954 do momentu ich zniesienia z dniem 1 stycznia 1973, tym samym wypierając organizację gminną w latach 1954–1972.
Gromadę Czernichów z siedzibą GRN w Czernichowie utworzono 31 grudnia 1961 roku w powiecie żywieckim w woj. krakowskim w związku z przeniesieniem siedziby GRN gromady Tresna z Tresnej do Czernichowa i przemianowaniem jednostki na gromada Czernichów; równocześnie do gromady Czernichów przyłączono też obszar zniesionej gromady Międzybrodzie Bialskie.
W kwietniu 1969 dla gromady ustalono 25 członków gromadzkiej rady narodowej. 1 stycznia 1970 gromada składała się ze wsi: Czernichów, Międzybrodzie Bialskie, Międzybrodzie Żywieckie i Tresna.
Gromada przetrwała do końca 1972 roku, czyli do kolejnej reformy gminnej. Z dniem 1 stycznia 1973 roku utworzono gminę Czernichów.